# أندي بيرنهام
أندي بيرنهام هو سياسي بريطاني، ولد في 7 يناير 1970 في Metropolitan Borough of Sefton ‏ في المملكة المتحدة. نشط حزبياً في حزب العمال.

## مناصب
- انتخب وزير ظل الدولة لشؤون الصحة [الإنجليزية]‏ (12 مايو 2010 – 8 أكتوبر 2010).
- انتخب وزير ظل الدولة للداخلية [الإنجليزية]‏ (13 سبتمبر 2015 – 6 أكتوبر 2016).
- في 2017 Greater Manchester mayoral election [الإنجليزية]‏، انتخب عمدة مانشستر الكبرى [الإنجليزية]‏ (8 مايو 2017 – ).
- في الانتخابات العامة في المملكة المتحدة 2001، انتخب عضو البرلمان الثالث والخمسون للمملكة المتحدة  [لغات أخرى]‏ عن دائرة لاي وقد انضم خلال فترته النيابية ‏ (7 يونيو 2001 – 11 أبريل 2005) للكتلة البرلمانية حزب العمال.
- في الانتخابات العامة في المملكة المتحدة 2005، انتخب عضو البرلمان الرابع والخمسون للمملكة المتحدة  [لغات أخرى]‏ عن دائرة لاي وقد انضم خلال فترته النيابية ‏ (5 مايو 2005 – 12 أبريل 2010) للكتلة البرلمانية حزب العمال.
- في انتخابات المملكة المتحدة لعام 2010، انتخب عضو البرلمان الخامس والخمسين للمملكة المتحدة  [لغات أخرى]‏ عن دائرة لاي وقد انضم خلال فترته النيابية ‏ (6 مايو 2010 – 30 مارس 2015) للكتلة البرلمانية حزب العمال.
- في الانتخابات العامة في المملكة المتحدة 2015، انتخب عضو البرلمان السادس والخمسين للمملكة المتحدة  [لغات أخرى]‏ عن دائرة لاي وقد انضم خلال فترته النيابية ‏ (7 مايو 2015 – 3 مايو 2017) للكتلة البرلمانية حزب العمال.
- انتخب السكرتير الأول للخزانة [الإنجليزية]‏ (28 يونيو 2007 – 24 يناير 2008).
- انتخب Secretary of State for Culture, Media and Sport [الإنجليزية]‏ (24 يناير 2008 – 5 يونيو 2009).
- انتخب Secretary of State for Health and Social Care [الإنجليزية]‏ (5 يونيو 2009 – 11 مايو 2010).
- انتخب وزير ظل للتعليم [الإنجليزية]‏ (8 أكتوبر 2010 – 7 أكتوبر 2011).
- انتخب وزير ظل الدولة لشؤون الصحة [الإنجليزية]‏ (7 أكتوبر 2011 – 13 سبتمبر 2015).

## وصلات خارجية
- الموقع الرسمي